# Fabio Pusterla
Fabio Pusterla (ur. 1957 w Mendrisio) – szwajcarski poeta, tłumacz i eseista, tworzący w języku włoskim. Jeden ze współtwórców magazynu literackiego "Idra".
Ukończył literaturę współczesną na Uniwersytecie w Padwie. 

## Tomiki poezji
- Concessione all’inverno (1985)
- Bocksten (1989)
- Sotto il giardino (1992)
- Le cose senza storia (1994)
- Danza macabra (1995)
- Bandiere di carta (1997)
- Laghi e oltre (1999)
- Pietra sangue (1999)
- Pietre (2001)
- Ipotesi sui castori (2002)
- Movimenti sull’acqua (2003)
- Sette frammenti dalla terra di nessuno (2003)
- Folla sommersa (2004)